# Pré-Saint-Didier
Pré-Saint-Didier – miejscowość i gmina we Włoszech, w regionie Dolina Aosty.
Według danych na styczeń 2009 gminę zamieszkiwały 972 osoby przy gęstości zaludnienia 28,6 os./1 km².
Znajduje się tu źródło termalne.